# Sandra Vanessa Mercado
Sandra Vanessa Mercado (3 de octubre de 1969) es una ex-modelo, ex-reina de belleza, actriz, cantante, diseñadora de interiores, presentadora y productora de televisión puertorriqueña. 

## Biografía
Nació en San Juan, Puerto Rico. A los dieciséis años comenzó a estudiar en la Facultad de Humanidades de la Universidad de Puerto Rico. Para ese entonces que comienza su carrera de modelo profesional incursionando en varios comerciales de televisión.
En 1989, fue seleccionada Miss Puerto Rico Turismo, representando a la isla en Madrid, España en el certamen Reina del Turismo Mundial y la Feria Internacional de Turismo (FITUR), además de la Parada de las Rosas en Pasadena, California y varios desfiles puertorriqueños.
En 1990, se convierte en la primera modelo puertorriqueña en obtener un Premio Agüeybaná y Premio Paoli simultáneamente.
Trabajó como actriz en varios programas de comedia como: Carmelo y Punto, junto a Raúl Dávila, Fico, con Rafo Muñiz, Kiosko Budweiser, Entrando por la Cocina, junto a Luisito Vigoreaux y Qué Siquiatra, junto a Héctor Travieso. Además animó el Programa Fragmentos, producido por Migdalia Mercado para Wapa Televisión. En teatro, trabajó junto a Adamaris López y Jerry Segarra en la obra musical La bella durmiente, dirigida por Axel Anderson, en el Teatro de la Universidad de Puerto Rico. 
Colaboró en radio en la Mega Estación y junto a Fernando de Hostos en la estación Sonocolor. Laboró como el personaje de Conchita en la telenovela Aventurera, junto a Carlos Vives y Sully Díaz.
En 1991, se convierte en la segunda coanimadora del programa de televisión, No te Duermas, junto a Antonio Sánchez "El Gangster", luego de Lourdes Collazo y antes de Jaileen Cintrón. Durante 5 años fue discípula de canto popular de las reconocidas sopranos Rina de Toledo y luego de Darisabel Isales.
Animó junto a Manolo Mongil el programa A lo que vinimos, en el Canal 13 por espacio de un año y ha colaborado por espacio de año y medio en un segmento semanal hablando de decoración en el programa Ellas y tus noches.
En el año 2007 se gradúa de San Juan School of Interior Design y obtiene su licencia del Departamento de Estado como diseñadora-decoradora de interiores, CODDI y posteriormente con la American Society of Interior Designers (ASID).
Sandra Vanessa se especializa en diseño y decoración residencial y comercial. Sus trabajos y colaboraciones han sido publicados en prestigiosas revistas como la Agenda de Decoración, Modo de Vida, Chic South y Home Exclusive, además de periódicos como El Nuevo Día y El Vocero de Puerto Rico con quien se mantuvo escribiendo una columna semanal por espacio de 3 años en la sección Hábitat. 
Fungió como productora ejecutiva y presentadora del programa de televisión  "Decoración a tu Alcance", donde trataba temas sobre decoración de interiores, arte y entrevistas.
Actualmente está radicada en Florida, USA, donde se destaca como Diseñadora de Interiores.